# 戈亚斯州蒙蒂阿莱格里
戈亚斯州蒙蒂阿莱格里（葡萄牙語：Monte Alegre de Goiás）是巴西戈亚斯州的一个市镇。总面积3119.7平方公里，总人口7155人，人口密度2.3人/平方公里。